# Gerbillus watersi
Gerbillus watersi es una especie de roedor de la familia Muridae.

## Distribución geográfica
Se encuentra principalmente en Sudán, Somalia, y Yibuti.